# محمد بن طلحة الشافعي
كمال الدين أبو سالم محمد بن طلحة بن محمد القرشي العدوي النصيبي الشافعي (582 هـ - 652 هـ). رجل دين مسلم سنّي شافعي المذهب، له من الآثار: «مطالب السؤول في مناقب آل الرسول».

## أقوال العلماء

### أهل السنة
- قال الذهبي في سير أعلام النبلاء: «العلامة الأوحد كمال الدين أبو سالم محمد بن طلحة بن محمد بن حسن القرشي العدوي النصيبي الشافعي. ولد سنة اثنتين وثمانين وخمس مائة، وبرع في المذهب وأصوله، وشارك في فنون، ولكنه دخل في هذيان علم الحروف، وتزهّد، وقد ترسّل عن الملوك، وولي وزارة دمشق يومين وتركها، وكان ذا جلالة وحشمة».
- صلاح الدين الصفدي «كَمَال الدّين بن طَلْحَة الشَّافِعِي.. وُلِد بالعمرية من قرى نَصِيبين سنة اثْنَتَيْنِ وَثَمَانِينَ وتفقه وبرع فِي الْمَذْهَب وَسمع بنيسابور من الْمُؤَيد الطوسي وَزَيْنَب الشعرية وَحدث بحلب ودمشق وَكَانَ صَدرا مُعظما محتشماً وَترسل عَن الْمُلُوك ولي الوزارة بِدِمَشْق ثمَّ تَركهَا وتزهد وَخرج عَن ملبوسه وانكمش عَن النَّاس وَترك مماليكه ودوابه وَلبس ثوب قطن وتخفيفة وَكَانَ يسكن الأمينية فَخرج مِنْهَا واختفى وَلم يعلم بمكانه وَسبب ذَلِك أَن النَّاصِر عينه للوزارة وَكتب تَقْلِيده فَكتب إِلَى النَّاصِر يعْتَذر قَالَ الشَّيْخ شمس الدّين وَدخل فِي شَيْء من الهذيان والضلال وَعمل دايرة للحروف وَادّعى أَنه استخرج علم الْغَيْب وَعلم السَّاعَة توفّي بحلب سنة اثْنَتَيْنِ وَخمسين وست ماية وَقد جَاوز السّبْعين».[1]

### الشيعة
- قال بهاء الدين الإربلي الشيعي صاحب كتاب كشف الغمة في معرفة الأئمة: «الشيخ العالم كمال الدين محمد بن طلحة، وكان شيخاً مشهوراً، وفاضلاً مذكوراً، أظنه مات رحمه الله في سنة أربع وخمسين وستمائة، وحاله في ترفعه وزهده وتركه وزارة الشام وانقطاعه ورفضه الدنيا حال معلومة، قرب العهد بها، وفي انقطاعه عمل هذا الكتاب، وكتاب الدائرة، وكان شافعي المذهب؛ من أعيانهم ورؤسائهم».[2]